# Lycium chinense
Lycium chinense és una de les dues espècies que proporcionen el fruit anomenat goji. L'altra espècie és Lycium barbarum.
De L. chinense se'n reconeixen dues varietats, L. chinense var. chinense i L. chinense var. potaninii.
Aquesta planta s'usa en la medicina tradicional xinesa per al tractement de diverses malalties com la pneumònia i la diabetes mellitus.

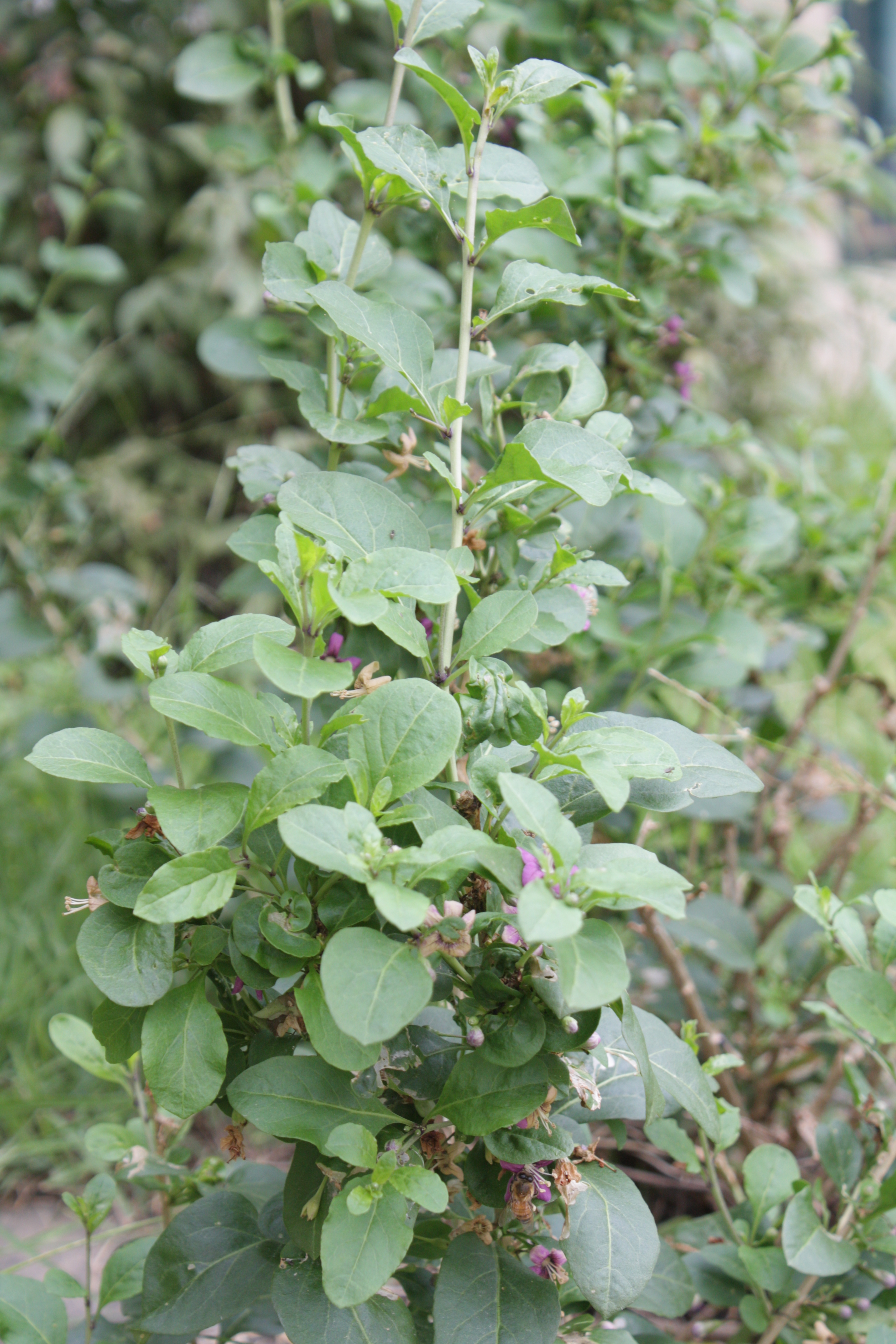
Hàbit
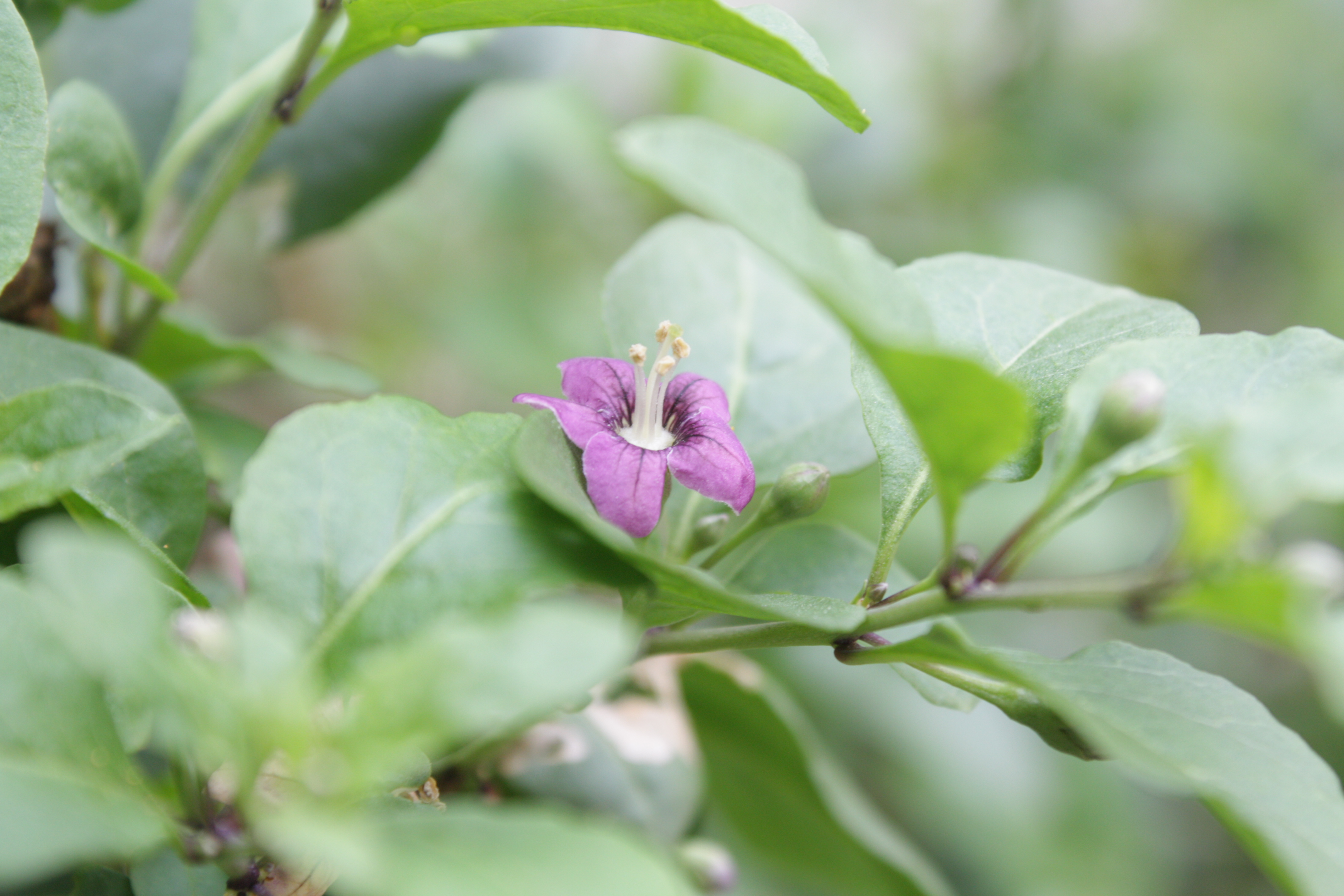
Flor
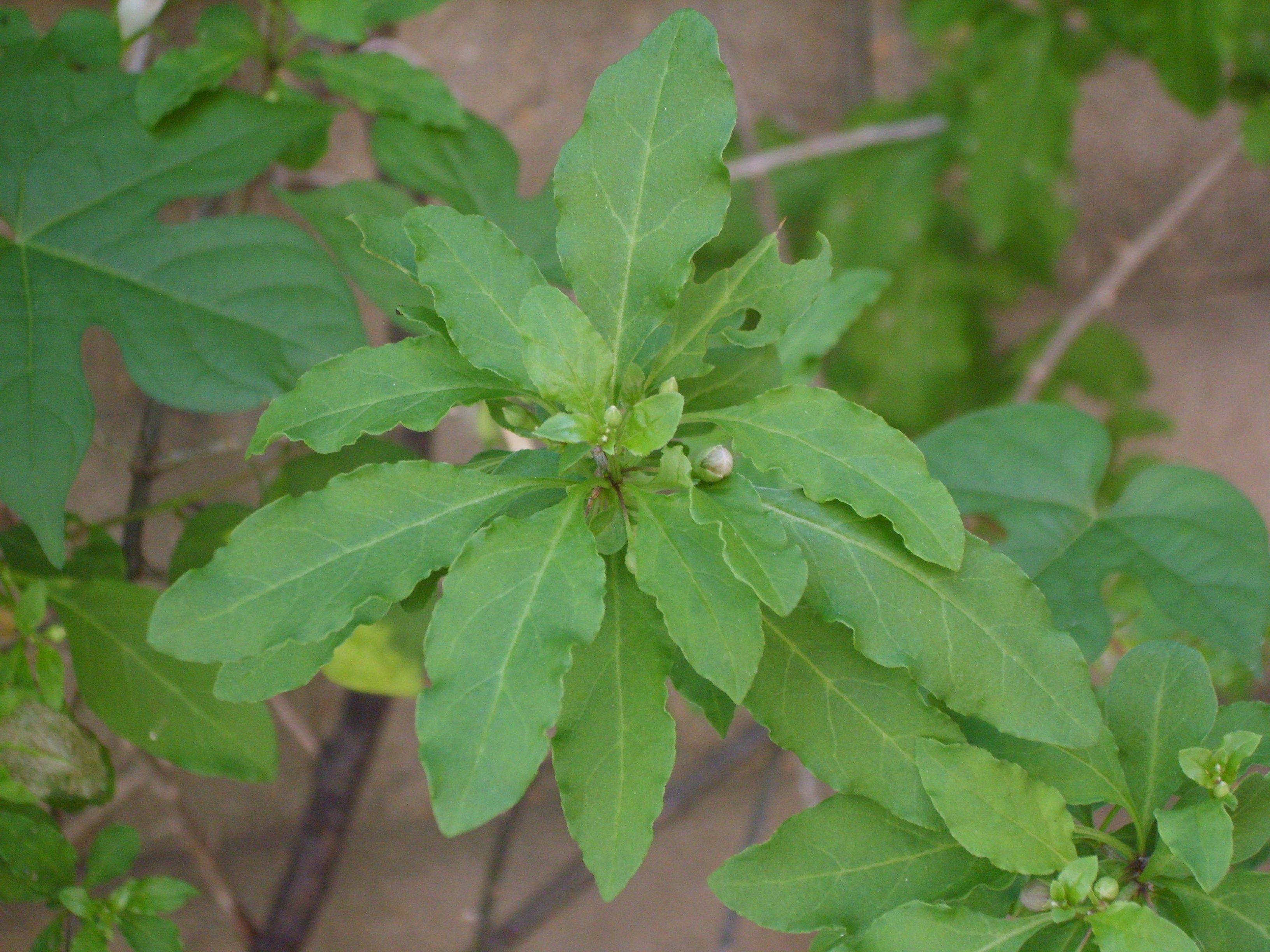
Fulles i brots
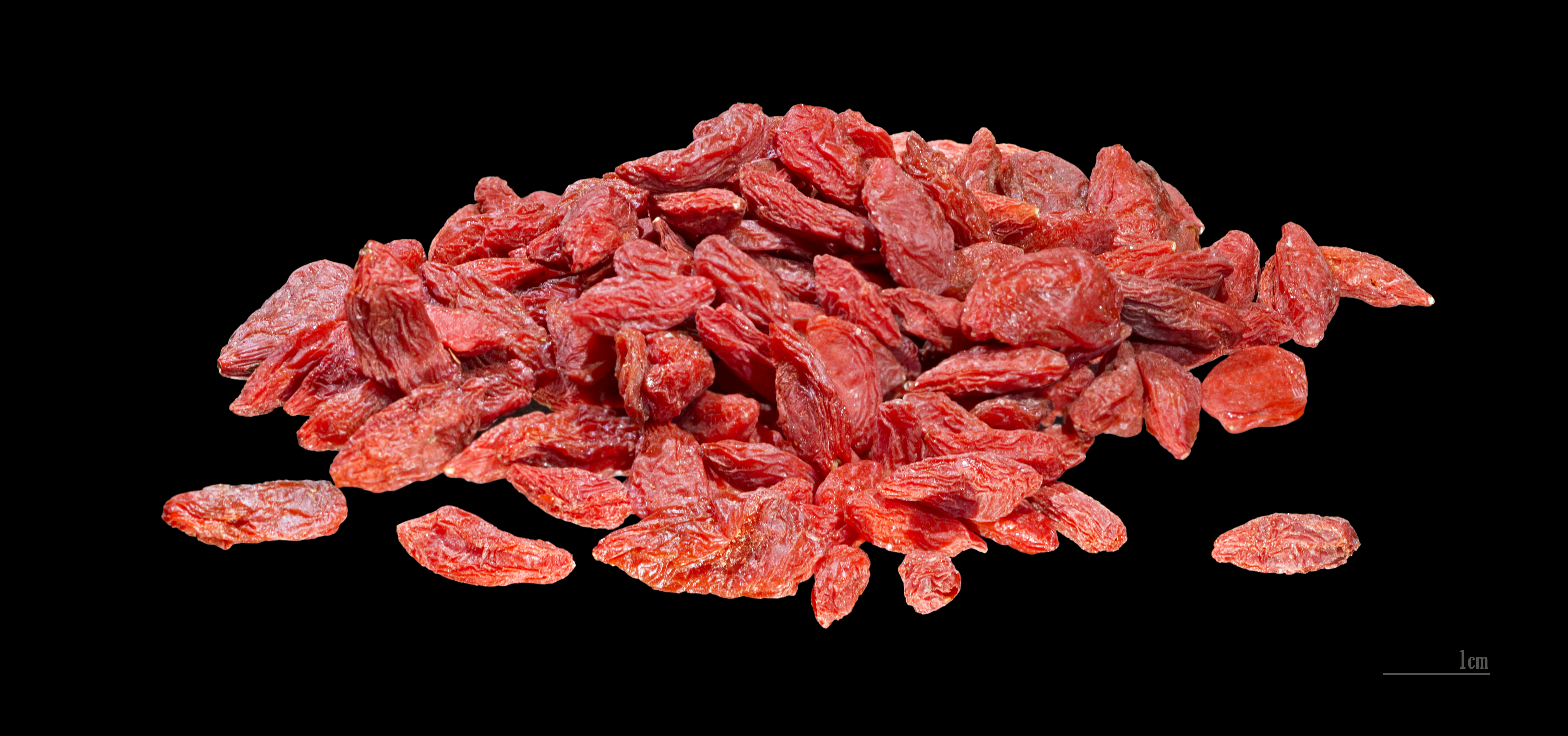
Fruit assecat